# Projection de Mollweide

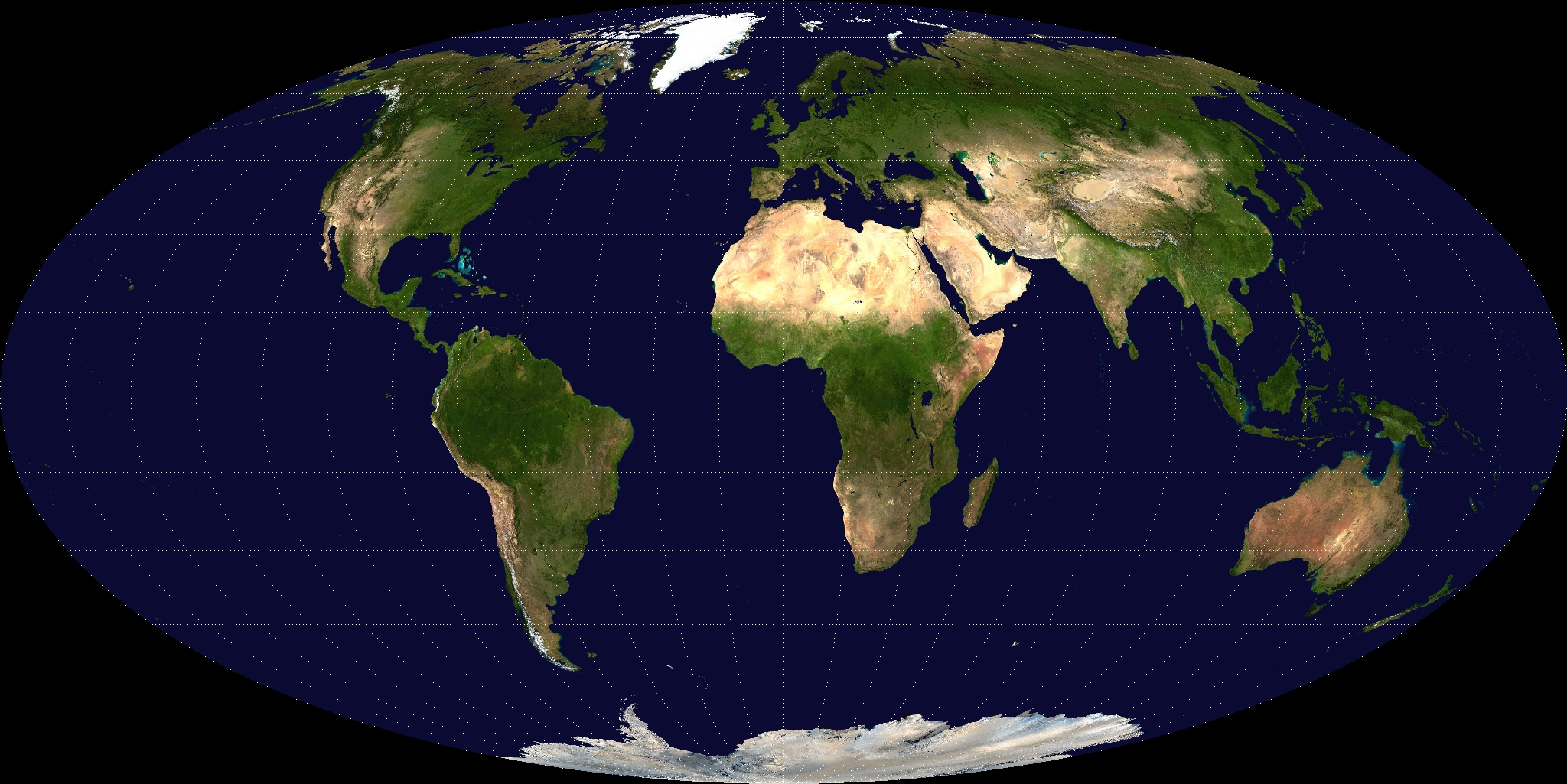
Projection de Mollweide de la Terre.

La projection de Mollweide est une projection cartographique pseudo-cylindrique employée le plus souvent pour les planisphères de la Terre (ou du ciel). Connue aussi sous le nom de projection de Babinet ou projection elliptique, le qualificatif de projection équivalente de Mollweide indique qu'elle privilégie la conservation des aires à la conservation des angles (projection conforme) : c'est pourquoi on y recourt principalement pour les cartes de l'ensemble de la sphère reproduites sur une surface réduite.
Cette projection fut publiée pour la première fois en 1805 par le mathématicien et astronome prussien Carl Brandan Mollweide (de) (1774-1825) de Leipzig, en tant qu’alternative à la projection de Mercator. Jacques Babinet en vulgarisa l’emploi en 1857, sous le nom de projection homolographique.

## Définition
Cette projection est définie par les équations :
{\displaystyle x={\frac {2{\sqrt {2}}}{\pi }}\lambda \cos \left(\theta \right)}
{\displaystyle y={\sqrt {2}}\sin \left(\theta \right)}
où {\displaystyle \theta \,} est un angle auxiliaire défini par
{\displaystyle 2\theta +\sin(2\theta )=\pi \sin(\phi )\,} (1)
{\displaystyle \,\lambda } est la longitude comptée depuis le méridien origine, et {\displaystyle \,\phi } est la latitude.
L’équation (1) peut être résolue itérativement (avec une vitesse de convergence plus faible aux hautes latitudes) par la méthode de Newton-Raphson :
{\displaystyle \delta \theta '=-(\theta '+\sin(\theta ')-\pi \sin(\phi ))/(1+\cos(\theta '))\,}
Pour la première itération on peut prendre {\displaystyle \,\phi } comme estimation de {\displaystyle \,\theta '.}
Finalement, on obtient {\displaystyle \,\theta } grâce à la relation :
{\displaystyle \theta =\theta '/2.}

## Propriétés

La projection de Mollweide avec une indication des déformations par l’indicatrice de Tissot.

La projection de Mollweide est une projection pseudocylindrique où l’équateur est représenté comme une droite horizontale perpendiculaire au méridien origine, et de longueur double. La longueur des autres parallèles diminue à mesure que l'on progresse vers les pôles, tandis que les autres méridiens sont équidistants au niveau de l’équateur. Les méridiens de longitude 90° est et ouest décrivent un cercle parfait, et le contour du planisphère est une ellipse dont les diamètres sont dans le rapport 2:1. L'aire comprise entre un parallèle et l'équateur sur cette carte est proportionnelle à l'aire comprise entre ces mêmes ligne à la surface du globe, mais au prix d'une distorsion dans les coins, bien qu'elle soit moins sensible que dans la projection sinusoïdale.
On peut limiter ces distorsions en recourant à une version dite incomplète de cette projection : la projection sinusoïdale incomplète de Mollweide substitue au méridien origine deux demi-méridiens qui interceptent l'équateur à angle droit ; cette technique a pour effet de diviser le planisphère en deux demi-cartes. La projection à parallèles incomplèts de Mollweide met en œuvre des méridiens centraux disjoints, donnant l'impression d'un faisceau d’ellipses raccordées à l’équateur. Plus rarement, on change la projection de pôle, pour décaler les distorsions au niveau des mers et donner aux terres émergées une distorsion moindre.

## Postérité
La projection de Mollweide, ou les propriétés sur lesquelles elle se fonde, a inspiré à son tour de nouvelles projections cartographiques, dont la projection homosinusoïdale de Goode, la projection de van der Grinten et la projection « eumorphique » de Boggs.